# 何歡劇團
何歡劇團，成立於2003年11月，是一個臺灣的公益演出團體，會在臺灣各地的癌症病房、老人院、孤兒院、身心障礙機構等進行公益演出。

## 外部連結
何歡劇團 （页面存档备份，存于）

何歡劇團FB粉絲團 （页面存档备份，存于）

何歡劇團YouTube頻道 （页面存档备份，存于）